# Au cœur du mensonge
Au cœur du mensonge is een Franse dramafilm uit 1999 onder regie van Claude Chabrol.

## Verhaal
Een Bretons dorpje wordt opgeschrikt door de moord op de 10-jarige Éloïse. Haar tekenleraar René Sterne is de laatste persoon die haar in leven heeft gezien. Al snel geldt hij als hoofdverdachte, te meer omdat hij sociaal buiten de dorpsgemeenschap staat. De dorpelingen keren zich tegen hem. Alleen zijn vrouw Vivianne blijft hem trouw, maar zelfs zij heeft verborgen motieven. Dan wordt echter een tweede lijk aangetroffen.

## Rolverdeling
| Acteur                 | Personage             |
| ---------------------- | --------------------- |
| Sandrine Bonnaire      | Vivianne Sterne       |
| Jacques Gamblin        | René Sterne           |
| Antoine de Caunes      | Germain-Roland Desmot |
| Valeria Bruni Tedeschi | Frédérique Lesage     |
| Bernard Varley         | Inspecteur Loudon     |
| Bulle Ogier            | Évelyne Bordier       |
| Pierre Martot          | Regis Marchal         |
| Noël Simsolo           | Monsieur Bordier      |
| Rodolphe Pauly         | Victor                |
| Adrienne Pauly         | Anna                  |
| Véronique Volta        | Betty                 |